# Gregory Vlastos
Gregory Vlastos (ur. 27 lipca 1907 w Stambule, zm. 12 października 1991) – amerykański historyk filozofii starożytnej.

## Życiorys
Studiował teologię na Uniwersytecie Chicago i filozofię na Harvardzie. W latach 1932–1948 wykładał na Uniwersytecie Quins w Kanadzie. W 1948 roku wrócił do USA, a do 1955 pracował na Uniwersytecie Cornell, a następnie na Uniwersytecie Princeton. Autor kilkudziesięciu artykułów na temat filozofii starożytnej, a także fundamentalnej pracy Platonic Studies (1973) oraz Socrates: Ironist and Moral Philosopher (1991) oraz wielu prac poświęconych  religijnym i filozoficznym aspektom demokracji. Angażował się również w działalność społeczną.
W Polsce ukazała się jego praca Platon. Indywiduum jako przedmiot miłości, przeł Paweł Paliwoda, wyd. Wydawnictwo IFiS PAN, Warszawa 1994.